# Фредерик, принц Датский и Норвежский
Фредерик (дат. Frederik; 11 октября 1753 — 7 декабря 1805) — наследный принц Дании и Норвегии, сын короля Фредерика V и его второй супруги Юлианы Марии Брауншвейг-Вольфенбюттельской. С 1772 по 1784 год был регентом при своём единокровном брате, короле Кристиане VII, страдавшем психическим расстройством.

## Биография
Фредерик родился во дворце Кристиансборг в Копенгагене 11 октября 1753 года. В целях обеспечения будущего в возрасте трёх лет он был назначен коадъютором в Любекском епископстве. Это означало, что в своё время он вступит в должность князя-епископа, на тот момент занимаемую Фридрихом Августом Ольденбургским. Однако от этого плана пришлось отказаться, и он остался в Дании в качестве младшего члена королевской семьи.
21 октября 1774 года он вступил в брак с Софией Фридерикой Мекленбургской, дочерью Людвига Мекленбург-Шверинского и Шарлотты Софии Саксен-Кобург-Заальфельдской.
В 1772 году Фредерик стал регентом при своём недееспособном брате-короле Кристиане VII. Его регентство, тем не менее, было в большей степени номинальным, поскольку власть в государстве принадлежала королеве-матери Юлиане Марии и министру Ове Хёг-Гульдбергу. В 1784 году в результате переворота полномочиями регента завладел сын Кристиана, кронпринц Фредерик.
Фредерик оставался при дворе, но не имел существенного политического влияния. Однако, поскольку оба законных сына кронпринца умерли в младенчестве, Фредерик был следующим в линии престолонаследия после своего племянника. В конце концов, его старший сын Кристиан Фредерик унаследовал трон Дании в 1839 году.

## Дети
Дети Фредерика Датского и Софии Фридерики Мекленбургской:
- Юлиана Мария (2 мая 1784 — 28 октября 1784), скончалась в младенчестве;
- Кристиан Фредерик (18 сентября 1786 — 20 января 1848), король Дании и Норвегии, в первом браке был женат на Шарлотте Фридерике Мекленбург-Шверинской, во втором — на Каролине Амалии Шлезвиг-Гольштейн-Зондербург-Августенбургской;
- Юлиана София (18 февраля 1788 — 9 мая 1850), была замужем за Вильгельмом, ландграфом Гессен-Филипсталь-Бархфельдским;
- Луиза Шарлотта (30 октября 1789 — 28 марта 1864), была замужем за Вильгельмом Гессен-Кассельским;
- Фердинанд (22 ноября 1792 — 29 июня 1863), был женат на Каролине Датской.